# エルアーク
エルアーク (ELLARK) とは、スクウェア・エニックス及びディー・エヌ・エーが運営・提供する、Mobage（旧称・モバゲータウン）のコンテンツの一つとして配信されていた携帯電話専用の無料オンラインRPG。2008年7月8日に正式サービス開始。基本料金無料（アイテム課金）。
2012年5月31日14時59分をもってサービスを終了した。

## 概要
プレイヤーは「迷い人」となって、本の世界を収める箱舟『エルアーク』を拠点に様々な本の世界を冒険する。
最大4人までのパーティを組み、他のプレイヤーと協力しながらストーリを進めることができる。
決められた行動選択の中から1つを選択、一定時間後にメールが届き、選択した行動が実行される。更新されるまでの間はアイテムや戦闘設定の確認をしたり、パーティの仲間と相談したりと、準備をしておく必要がある。
他の参加者とはMobageの伝言板や日記、ミニメール、エルアーク内の掲示板などでコミュニケーションを取ることができる。
行動結果は主に文章で構成され、所々に挿絵が挿入されている。また、シナリオに関係する文章は主人公からの目線で描かれており、プレイヤーが感情移入しやすいものとなっている。
オープニングや戦闘結果、ペットバトルなどにはFlashが使用されている。
FlashLite2.0対応端末はFlash形式、未対応の場合はHTML形式で表示され、Flash対応端末の場合はオプション設定でFlash表示とHTML表示のどちらかに設定することが可能。 

## システム

### 定期更新
プレイヤーはリザルト（事前に選択していた行動の結果）を読み、行動選択をする事を繰り返す。
次のリザルトが送られる時間は現在地によって異なるが、基本的に6 - 12時間後である。

### 戦闘
リザルトには、モンスターやボスとの戦闘も含まれる。
戦闘は5ターン制で、その間にどちらかが全滅すれば勝敗が決まり、どちらも生き残れば引き分けとなる。
負けても所持金減少や熟練度の減少などのペナルティはないが、戦闘を行った場所によっては街に戻されることがある。
戦闘設定
このゲームでは、戦闘中の5ターン分の行動を予め戦闘設定で決めておき、更新時の戦闘結果で反映されるシステムとなっている。
装備とスキルの種類が合っていない場合は設定が無効となるので、装備を変更した場合は戦闘設定も見直さなければならない。

## キャラクター

### ステータス
このゲームでは、従来のRPGのようにLvが上がるごとにステータスが上下するのではなく、装備するアイテムによって変化する仕様となっている。
熟練度Lv
武器・術具や防具にはそれぞれ装備可能Lvが設定されており、熟練度Lvが装備可能Lvを上回っていなければ装備できない。逆にいえば、熟練度Lvを上げることでより強いアイテムを装備することができる。
また、スキルを習得するための値でもあり、熟練度Lvが上がることで強力なスキルを覚えるようになる。

### スキル
各武器ごとの熟練度Lvを上げ、一定条件を満たすことで特有のスキルを習得していくことがある。スキル習得は、スキルごとに決められた確率で覚えるので、一定条件を満たしていても全く覚えない場合もある。
ストックできるスキル数には上限があり、上限に達すると戦闘設定ができなくなる。必要がないスキルは捨てる（忘れる）ことができる。
特殊なアイテムを使用することでストック数の上限を増やしたり、一度忘れたスキルを再び覚えることもできる。

### アイテム合成
ツールを使用してアイテムを合成することで、新しいアイテムを生み出すことができる。
アイテムを作成した際に経験値を取得し、一定値に達するとにジョブレベルが上がり、合成の成功率が上がる。
ジョブには鍛冶、木工、服飾、宝飾、調合、調理がある。

### パーティ
各街でパーティのメンバーを募集することができる。最大4人までのパーティを組むことができ、さらに2人までのNPCを加えられる。
パーティを結成すると、パーティのメンバーだけが閲覧可能な掲示板が作られ、そこで戦略を練ったり今後の予定を相談することができる。

## コミュニティ

### 旅団
プレイヤー達が「旅団」というグループを作り、グループのメンバーで連絡を取り合うことができる。
所属できる旅団は１人につき１つまでだが、旅団自体には人数制限はなく、誰でも自由に出入りすることができる。
旅団はMobageと連携しており、プレイヤーが旅団を作るとMobage内にエルアーク専用のサークルが作成される。

### バザー
現在地が同じプレイヤー同士でアイテムの購入や売り出しができる。

## その他のシステム

### 黒星の玩具箱
課金アイテムを扱うショップ。現在地に関係なく「栞」を経由して購入することができる。
プレイヤーは「モバコイン」（モバゲー内で使用可能な仮想通貨）を使うことで、装備品やアイテムを購入できる。
モバコインの購入は電子マネーのWebMoneyとクレジットカード及びキャリア課金が使用可能。

### ペットバトル
2009年7月7日に追加された、手持ちのペットでチームを組んで他のプレイヤーのチームと戦うミニゲーム。
ペットを所持していればいつでもプレイ可能。

## 世界観
箱舟「エルアーク」といくつかの書物世界が冒険の舞台となる。書物にはそれぞれ独自のストーリーが存在し、ストーリーを進めることによって新たな書物世界に行けるようになる。
書物には主に「単書」と「群書」の2種類が存在する。
- 単書

ごく普通の小説、戯曲、脚本、詩集などが持つ世界観をそのまま利用した、一つの世界。
単書にはそれぞれ特有の「縛り」（ルールのようなもの）が存在する。
- 群書

内容が類似している単書を組み合わせた書物。
似ているだけで実際は異なる世界観を無理矢理混ぜ合わせた世界なので、「歪み」のようなものが存在するらしい。

### 箱舟の世界
| 世界名     | 特徴 |
| ---------- | --- |
| エルアーク | 現実世界の空に存在する箱舟。別名「救いの箱舟」。かつて「大崩壊」で世界の均衡が崩れた時、人々を救う手段の一つになった。 プレイヤーが出入りできる書物を管理したり、サポートなどをする。 |

### 書物の世界
略称:【群】「群書」、【単】「単書」
| 世界名                      | 構成 | 特徴 |
| --------------------------- | ---- | --- |
| サヴァンの庭                | 群   | 主人公が最初に訪れる書物の1つ。 神様と崇められている「サヴァン」と呼ばれる者の箱庭。                                                                                   |
| ラストキャンパス            | 群   | 主人公が最初に訪れる書物の1つ。 滅亡寸前の世界。この世界で主人公は「アーレイベルグ防衛学園」という所に入園する事になる。「デモノイド」と呼ばれる魔物が物語の鍵となる。 |
| コネクティング・メヰル      | 単   | 謎の男によって「もう一つの東京」に飛ばされてしまった主人公「名波岳」を中心とした物語。 プレイヤーは「名波岳」になりきり、物語を進めていく。                            |
| ルクレチア物語 -嘆きの聖都- | 単   | ルクレチア共和国の現在と過去を舞台にした物語。 シナリオはいくつかの章に分かれており、章ごとに「セルリア」と「モルト」の2人の主人公が入れ替わる。                       |
| ジルガ・ジルガ              | 群   | |
| 石盤の丘                    | 単   | |
| Phantom Blue                | 単   | |
| 時渡りの飛竜サルバ          | 単   | |

## 主な登場人物
主人公
本の中で暮らしていたはずが「落丁」によって本から飛び出してしまい、「迷い人」としてエルアークに現れた存在。
通常の「迷い人」と異なり、本との「縁」が全く無く、どの本の住人か判らないため、様々な世界を旅して回ることになる。
ツヴァイ
エルアークの管理代行。「迷い人」の全体的なサポートをしてくれる自動人形。
見た目は可愛らしく言葉も丁寧だが、性格が悪く、かなりの毒舌。人形であることと自身の話し癖を気にしている。
「ディーちゃん」という妹がいる。
エンダー
主人公と同じ時期に「迷い人」としてエルアークに流されてきた少年。存在していた本との“縁”はあるものの消えかかっており、既に自身の家族の事を忘れている。
短絡的だが、頭はよく回る。熱しやすく冷めやすい性格。
アリィ
エンダーと同じく「迷い人」となった少女。元々存在していた世界では神の化身として扱われており、それ相応の力を持っていた。それ故に自ら何かを為す事を禁じられていた。エンダー達の尽力で自分の意思で行動するという事を知る。
口数が少なく、時折喋り方が古風になる。

## スタッフ
メインスタッフ
- プロデューサー：加藤拓
- キャラクターデザイン：Qni

エルアーク（箱舟）
- シナリオ：鬆軒駿裄

サヴァンの庭
- シナリオ：uni

ラストキャンパス
- シナリオ：bya

コネクティング・メヰル
- シナリオ原案：鳥山求
- シナリオ：平野幸江
- ミュージック：岩崎英則
- 主題歌:『Connecting Mail』（Vo.久保田薫）

ルクレチア物語 -嘆きの聖都-
- シナリオ原案：時田貴司
- シナリオ：八島和彦
- ミュージック：谷岡久美
- イラスト：内田じゅんた

ジルガ・ジルガ
- シナリオ：鬆軒駿裄

石盤の丘
- シナリオ：masa

Phantom Blue
- シナリオ：加藤正人
- メインビジュアル：山本タカト

時渡りの飛竜サルバ
- シナリオ原案&シナリオ：藤澤仁（『ドラゴンクエストIX』、『ドラゴンクエストVIII』）
- シナリオ：森健二郎（『ドラゴンクエストIX』）

## コラボレーション

### プレゼントキャンペーン
スクウェア・エニックスのゲームソフトが発売・配信される時期に合わせ、そのゲーム内に登場するキャラクターアイテムが期間限定で配信されている。
2008年
- ナナシ ノ ゲエム（7月7日 - 8月7日）
- FFIV ジ・アフター -月の帰還-（7月23日 - 8月8日）
- ソングサマナー 歌われぬ戦士の旋律（9月4日 - 9月18日）
- シグマ ハーモニクス（9月19日 - 10月10日）
- かちぱか（11月28日 - 12月12日）

2009年
- FFCC エコーズ・オブ・タイム（1月22日 - 2月4日）
- クリスタル・ディフェンダーズR1（2月5日 - 2月19日）
- スターオーシャン4（2月19日 - 3月5日）
- ブラッド オブ バハムート（7月30日 - 8月13日）
- ナナシ ノ ゲエム 目（8月27日 - 9月10日）
- サガ2秘宝伝説（9月17日 - 10月1日）
- 光の4戦士 -FF外伝-（10月22日 - 11月5日）
- FFCC クリスタルベアラー（11月12日 - 11月26日）

2010年
- エストポリス（2月3日 - 3月3日）
- ジャストコーズ2（6月2日 - 6月19日）
- フロントミッション エボルヴ（9月8日 - 9月22日）
- ファイナルファンタジー レジェンズ（10月6日 - 10月20日）

### クリエイターズデザイン
以下のクリエイターがデザインを手掛けたエルアークオリジナルの装備アイテムが「クリエイターズデザイン」として配信されている。
- 板鼻利幸
- 野村哲也
- フェラーリ・ロベルト
- 直良有祐
- 伊藤龍馬

- 泉沢康久
- モタ
- 左
- 仲秋勇作
- HACCAN

## 他ゲームとの関連
みんなdeクエスト
ほぼ同じ運営陣、時期、ストーリーの面から、エルアークは実質『みんなdeクエスト』の後継にあたる作品となる。
しかし、システムや公式用語など一部異なる部分もある。
- みんなdeクエストに登場する一部の人物が登場している。
- みんなdeクエストに登場する一部のスキルが登場している。
- みんなdeクエストに関連するアイテムが登場している。

ファイナルファンタジーシリーズ
- ファイナルファンタジー関連のアイテムが無料配布される事がある。
- ファイナルファンタジーシリーズで登場する魔法「ホーリー」がスキルとして登場している。